# Atletismo nos Jogos Pan-Americanos de 1983 - Revezamento 4x400 m feminino
A prova do revezamento 4x400 m feminino nos Jogos Pan-Americanos de 1983 foi realizada em Caracas, Venezuela.

## Medalhistas
| Ouro                                                                    | Prata                                                                     | Bronze                                                                        |
| USA Estados Unidos Alice Jackson Judi Brown Easter Gabriel Kelia Bolton | CAN Canadá Christine Slythe Gwen Wall Charmaine Crooks Jillian Richardson | CUB Cuba Mercedes Álvarez Nery McKeen Caridad Mayra Guerra Ana Fidelia Quirot |

### Final
| Posição           | Nação                 | Nomes                                                                   | Tempo   | Notas |
| ----------------- | --------------------- | ----------------------------------------------------------------------- | ------- | ----- |
| Medalha de ouro   | USA Estados Unidos    | Alice Jackson, Judi Brown, Easter Gabriel, Kelia Bolton                 | 3:29.97 |       |
| Medalha de prata  | CAN Canadá            | Christine Slythe, Gwen Wall, Charmaine Crooks, Jillian Richardson       | 3:30.24 |       |
| Medalha de bronze | CUB Cuba              | Mercedes Álvarez, Nery McKeen, Caridad Mayra Guerra, Ana Fidelia Quirot | 3:30.76 |       |
| 4                 | TRI Trinidad e Tobago |                                                                         | 3:37.36 |       |
| 5                 | PUR Porto Rico        |                                                                         | 3:42.90 |       |
| 6                 | VEN Venezuela         |                                                                         | 3:46.50 |       |
| 7                 | ANT Antígua e Barbuda |                                                                         | 3:47.38 |       |